# 水莎草
水莎草（学名：Cyperus serotinus）为莎草科莎草属下的一个种。

## 扩展阅读
- 維基物種上的相關：水莎草